# Terugroepactie
Een terugroepactie (ook wel product recall of terughaalactie genoemd) is het terugroepen van producten door een leverancier. Meestal wordt een dergelijke actie uitgevoerd omdat er een onveilige situatie is ontstaan met het product. Met een terugroepactie probeert de leverancier de schade en aansprakelijkheid zo klein mogelijk te houden. Een terugroepactie is naast een kostbare aangelegenheid voor een bedrijf, ook een mogelijke veroorzaker van imagoschade. Als het professioneel gebeurt kan een terugroepactie ook opgevat worden als een uiting van kwaliteitszorg en verantwoordelijkheidsbesef en kan deze de reputatie van het merk juist ten goede komen.

## Verplicht of vrijwillig
Meestal wordt een terugroepactie vanuit de producent zelf geïnitieerd. Bij de productie is een probleem geconstateerd en het bedrijf roept uit voorzorg een deel, of de gehele productie, terug. Het bedrijf is echter wel verplicht dit ook bij de Nederlandse Voedsel- en Warenautoriteit (NVWA) te melden. Het gebeurt echter ook dat een terugroepactie verplicht wordt gesteld door de Voedsel- en Waren Autoriteit. In Nederland is de NVWA verantwoordelijk voor het controleren en opleggen van terugroepacties. Het niet direct gehoor geven aan een door de NVWA opgelegde terugroepactie kan leiden tot boetes. In de jaren 2010 steeg het aantal terugroepacties. Dit had te maken met het strenger worden van de regelgeving en een toename van het aantal producten uit China, waar de standaard momenteel lager lag dan in Europese landen.
Bedrijven zoeken daarom al jaren naar oplossingen om zich tegen schade, zowel financieel als wat betreft imago, in te dekken. Dit doen ze door middel van zogenaamde terugroepactie-plannen, waarin onder andere een stappenplan wordt opgenomen, verzekeringen en een communicatieplan.

## Bijzondere terugroepactie
De grootste Amerikaanse terugroepactie tot dan toe was die in 2015 en 2016 waarbij 69 miljoen auto's werden teruggeroepen, omdat de airbags met te veel kracht werden opgeblazen, wat tot letsel en zelfs verschillende doden had geleid. Ook in Nederland en andere landen werden auto's teruggeroepen. De maker van de airbags, de Japanse fabrikant Takata, ging na deze terugroepactie in 2017 failliet. In 2025 werden om dezelfde reden in Nederland nog eens 45.000 Citroëns met een airbag van Takata teruggeroepen.